# Jodie Burrage
Jodie Anna Burrage (Kingston upon Thames, 28 maggio 1999) è una tennista britannica.

## Carriera
Jodie Burrage ha conquistato l'11 settembre 2023 la sua migliore posizione nel singolare WTA piazzandosi 85º, mentre nel doppio alla posizione n°147 raggiunta il 15 gennaio 2024.
Nel circuito ITF ha conquistato 6 titoli in singolare e 7 titoli in doppio in carriera.
Jodie Burrage ha fatto il suo debutto in un main draw di un torneo WTA all'Upper Austria Ladies Linz 2020, dove ha ricevuto una wildcard nel tabellone di doppio facendo coppia con Sabine Lisicki.
Ha raggiunto la sua prima finale in carriera al Rothesay Open 2023, persa contro la connazionale Katie Boulter.

## Statistiche WTA

### Singolare

#### Sconfitte (1)
| Legenda              |
| Grande Slam (0)      |
| Argenti Olimpici (0) |
| WTA Finals (0)       |
| WTA Elite Trophy (0) |
| Dal 2021             |
| WTA 1000 (0)         |
| WTA 500 (0)          |
| WTA 250 (1)          |

| N. | Data           | Torneo                      | Superficie | Avversaria in finale | Punteggio |
| 1. | 18 giugno 2023 | Nottingham Open, Nottingham | Erba       | Katie Boulter        | 3-6, 3-6  |

### Doppio

#### Vittorie (1)
| Legenda              |
| -------------------- |
| Grande Slam (0)      |
| Ori Olimpici (0)     |
| WTA Finals (0)       |
| WTA Elite Trophy (0) |
| Dal 2021             |
| WTA 1000 (0)         |
| WTA 500 (0)          |
| WTA 250 (1)          |

| N. | Data            | Torneo                         | Superficie  | Compagna      | Avversarie in finale               | Punteggio |
| 1. | 22 ottobre 2023 | Transylvania Open, Cluj-Napoca | Cemento (i) | Jil Teichmann | Léolia Jeanjean Valerija Strachova | 6-1, 6-4  |

## Circuito WTA 125

### Doppio

#### Vittorie (1)
| N. | Data           | Torneo                     | Superficie | Compagna       | Avversarie in finale       | Punteggio              |
| 1. | 19 agosto 2023 | Golden Gate Open, Stanford | Cemento    | Olivia Gadecki | Hailey Baptiste Claire Liu | 7-6(4), 6(6)-7, [10-8] |

## Statistiche ITF

### Singolare

#### Vittorie (6)
| Torneo $100.000 (1) |
| Torneo $80.000 (0)  |
| Torneo $60.000 (1)  |
| Torneo $40.000 (0)  |
| Torneo $25.000 (2)  |
| Torneo $15.000 (2)  |

| N. | Data            | Torneo                                           | Superficie  | Avversaria in finale | Score         |
| 1. | 29 luglio 2017  | AIG Ladies Irish Open, Dublino                   | Sintetico   | Sinéad Lohan         | 7–6(5), 6-4   |
| 2. | 25 marzo 2018   | Jolie Ville Golf Women's, Sharm el-Sheikh        | Cemento     | Nadja Gilchrist      | 6–2, 6–1      |
| 3. | 26 maggio 2019  | Marjorie Sherman Women's Tournament, Gerusalemme | Cemento     | Daniela Vismane      | 2–6, 6–2, 6–3 |
| 4. | 3 aprile 2021   | Al Habtoor Women's Open, Dubai                   | Cemento     | Julija Hatouka       | 6-4, 6-3      |
| 5. | 1º aprile 2023  | Open 3C Seine-et-Marne, Croissy-Beaubourg        | Cemento (i) | Lucia Bronzetti      | 3-6, 6-4, 6-0 |
| 6. | 8 dicembre 2024 | Al Habtoor Tennis Challenge, Dubai               | Cemento     | Polina Kudermetova   | 6-3, 6-3      |

#### Sconfitte (10)
| Torneo $100.000 (1) |
| Torneo $80.000 (0)  |
| Torneo $60.000 (3)  |
| Torneo $40.000 (0)  |
| Torneo $25.000 (4)  |
| Torneo $15.000 (2)  |

| N.  | Data             | Torneo                                                              | Superficie  | Avversaria in finale | Score            |
| 1.  | 26 marzo 2017    | Jolie Ville Golf Women's, Sharm el-Sheikh                           | Cemento     | Julia Wachaczyk      | 6–2, 3–6, 2–6    |
| 2.  | 3 febbraio 2019  | Jodhpur Open, Jodhpur                                               | Cemento     | Miharu Imanishi      | 3-6, 6-3, 3-6    |
| 3.  | 7 aprile 2019    | AEGON Pro Series Bolton, Bolton                                     | Cemento (i) | Vitalija D'jačenko   | 2-6, 2-6         |
| 4.  | 19 gennaio 2020  | Magic Tours, Monastir                                               | Cemento     | Victoria Muntean     | 1–6, 6–0, 6(5)–7 |
| 5.  | 6 settembre 2020 | Montemor Ladies Open, Montemor-o-Novo                               | Cemento     | Beatriz Haddad Maia  | 1-6, 4-6         |
| 6.  | 25 luglio 2021   | Open International Des Contamines-Montjoie, Les Contamines-Montjoie | Terra rossa | Ylena In-Albon       | 6-4, 5-7, 5-7    |
| 7.  | 19 giugno 2022   | Ilkley Trophy, Ilkley                                               | Erba        | Dalma Gálfi          | 5-7, 6-4, 3-6    |
| 8.  | 7 agosto 2022    | Lexington Challenger, Lexington                                     | Cemento     | Katie Swan           | 0-6, 6-3, 3-6    |
| 9.  | 7 gennaio 2023   | Canberra Challenger, Canberra                                       | Cemento     | Katie Boulter        | 6-3, 3-6, 2-6    |
| 10. | 1º dicembre 2024 | Empire Women's Indoor, Trnava                                       | Cemento (i) | Tatjana Maria        | 4-6, 1-6         |

### Doppio

#### Vittorie (7)
| Torneo $100.000 (1) |
| Torneo $80.000 (0)  |
| Torneo $60.000 (1)  |
| Torneo $40.000 (0)  |
| Torneo $25.000 (2)  |
| Torneo $15.000 (3)  |

| N. | Data              | Torneo                                         | Superficie  | Compagna             | Avversarie in finale                  | Score             |
| 1. | 18 novembre 2017  | Jolie Ville Golf Women's, Sharm el-Sheikh      | Cemento     | Freya Christie       | Linnéa Malmqvist Park Sang-hee        | 7–5, 3–6, [13–11] |
| 2. | 25 novembre 2017  | Jolie Ville Golf Women's, Sharm el-Sheikh      | Cemento     | Freya Christie       | Watsachol Sawatdee Chanikarn Silakul  | 6–4, 7–5          |
| 3. | 6 aprile 2019     | AEGON Pro Series Bolton, Bolton                | Cemento (i) | Alicia Barnett       | Laura Ioana Paar Hélène Scholsen      | 6-3, 6-3          |
| 4. | 20 gennaio 2020   | Magic Tours, Monastir                          | Cemento     | Tereza Mihalíková    | Mallaurie Noël Oona Orpana            | 6–1, 6–2          |
| 5. | 8 maggio 2021     | Salinas Copa Telconet, Salinas                 | Cemento     | Paige Hourigan       | Jacqueline Cabaj Awad Francisca Jorge | 6–2, 2–6, [10–8]  |
| 6. | 21 settembre 2024 | Caldas da Rainha Ladies Open, Caldas da Rainha | Cemento     | Anastasija Tichonova | Francisca Jorge Matilde Jorge         | 7-6(3), 6-4       |
| 7. | 26 ottobre 2024   | GB Pro-Series Glasgow, Glasgow                 | Cemento (i) | Freya Christie       | Mariam Bolkvadze Isabelle Haverlag    | 6-4, 3-6, [10-5]  |

#### Sconfitte (4)
| Torneo $100.000 (0) |
| Torneo $80.000 (0)  |
| Torneo $60.000 (2)  |
| Torneo $40.000 (0)  |
| Torneo $25.000 (1)  |
| Torneo $15.000 (1)  |

| N. | Data             | Torneo                                                      | Superficie  | Compagna              | Avversarie in finale                       | Score               |
| 1. | 24 marzo 2018    | Jolie Ville Golf Women's, Sharm el-Sheikh                   | Cemento     | Jacqueline Cabaj Awad | Kamonwan Buayam Angelina Gabuëva           | 5–7, 7–5, [7–10]    |
| 2. | 5 maggio 2019    | Torneig Internacional Els Gorchs, Les Franqueses del Vallès | Cemento     | Olivia Nicholls       | Jessika Ponchet Eden Silva                 | 3-6, 4-6            |
| 3. | 5 settembre 2020 | Montemor Ladies Open, Montemor-o-Novo                       | Cemento     | Olivia Nicholls       | Marina Bassols Ribera Ioana Loredana Roșca | 6(5)–7, 6–4, [6–10] |
| 4. | 1º aprile 2023   | Open 3C Seine-et-Marne, Croissy-Beaubourg                   | Cemento (i) | Berfu Cengiz          | Greet Minnen Yanina Wickmayer              | 4-6, 4-6            |

## Vittorie contro giocatrici top 10
| Stagione | 2022 | Totale |
| Vittorie | 1    | 1      |

| #    | Giocatrice   | Ranking | Evento                               | Superficie | Turno | Punteggio | Rank. JBR |
| ---- | ------------ | ------- | ------------------------------------ | ---------- | ----- | --------- | --------- |
| 2022 |              |         |                                      |            |       |           |           |
| 1.   | Paula Badosa | 4       | Eastbourne International, Eastbourne | Erba       | 2T    | 6-4, 6-3  | 169       |